# استیون آنتونی لارنس
استون آنتونی لارنس (انگلیسی: Steven Anthony Lawrence؛ زادهٔ ۱۹ ژوئیهٔ ۱۹۹۰) یک هنرپیشه اهل ایالات متحده آمریکا است. وی از سال ۱۹۹۶ میلادی تاکنون مشغول فعالیت بوده‌است.

## بخشی از فیلمشناسی
از فیلم‌ها یا برنامه‌های تلویزیونی که وی در آن نقش داشته است می‌توان به آثار زیر اشاره کرد.
- علف (مجموعه تلویزیونی) (۲۰۱۰)
- پروژه نهایی آرچی (۲۰۰۹)
- ریباند (فیلم ۲۰۰۵) (۲۰۰۵)
- لگدزنان و جیغ‌کشان (فیلم ۲۰۰۵) (۲۰۰۵)
- دوجینش ارزان‌تر است (فیلم ۲۰۰۳) (۲۰۰۳)
- گربه کلاه‌به‌سر (فیلم) (۲۰۰۳)
- بافی قاتل خون‌آشام‌ها (مجموعه تلویزیونی) (۲۰۰۱)
- بخش فوریت‌های پزشکی (مجموعه تلویزیونی) (۲۰۰۱)
- فریژر (۲۰۰۱–۲۰۰۲)
- میوز (فیلم ۱۹۹۹) (۱۹۹۹)
- نمایش آماندا (۱۹۹۹–۲۰۰۰)
- متأهل... بچه‌دار (۱۹۹۶)